# Лейни Тейлър
Лейни Тейлър (на английски: Laini Taylor) е американска писателка на бестселъри в жанра фентъзи.

## Биография и творчество
Лейни Тейлър е родена на 11 декември 1971 г. в Чико, Калифорния, САЩ. Има по-голям брат и по-малка сестра. Отраства в Хавай, Италия, Белгия, Вирджиния, Калифорния. От малка мечтае да бъде писателка. Завършва гимназия в Ориндж Каунти, Калифорния през 1989 г. Учи английска литература в Калифорнийския университет в Бъркли, където получава бакалавърска степен през 1994 г.
След дипломирането си работи като редактор към „Lonely Planet“, книжар и дизайнер. През 2001 г. се омъжва за Джим Ди Бартолю, илюстратор. Имат дъщеря – Клементин Пай.
Първата ѝ книга е графичният роман „The Drowned“ издаден през 2004 г. с илюстрации от съпруга ѝ. Работа по него ѝ дава вдъхновение да продължи с писателската си кариера.
През 2007 г. е издаден първият ѝ фентъзи роман „Blackbringer“ от поредицата „Феите от Дриймдарк“. Той е добре приет от читателите и критиката. Втората част от поредицата, романът „Silksinger“, е удостоен с наградата „Сибил“.
Писателката става известна с романа си „Създадена от дим и кост“ от 2011 г. от едноименната юношеска фентъзи поредица. Главната героиня Кару е странно създание – има естествена синя коса, рисува изумителни създания, има странни татуировки, които не помни, говори много езици и не всички са човешки. В търсене на собственото си аз тя среща Акива, и между двамата се заражда любов и надежда, сред ужаса на скрита хилядолетна война. Романът е определен като един от най-добрите книги за юноши през 2012 г.
За творчеството си писателката казва: „Целта ми е да пиша истории, в които читателите ще пожелаят да пристъпят и заживеят и които, надявам се, ще им позволят да се загубят из страниците“.
Лейни Тейлър живее със семейството си в Портланд, Орегон.

## Произведения

### Серия „Феите от Дриймдарк“ (Faeries of Dreamdark)
1. Blackbringer (2007)
2. Silksinger (2009)

### Серия „Създадена от дим и кост“ (Daughter of Smoke and Bone Trilogy)
1. Daughter of Smoke and Bone (2011)
Създадена от дим и кост, изд.: Егмонт България, София (2012), прев. Анелия Янева
2. Days of Blood and Starlight (2012)
Дни на кръв и звездна светлина, изд.: Егмонт България, София (2013), прев. Анелия Янева
3. Dreams of Gods and Monsters (2014)
Сънища за богове и чудовища, изд.: Егмонт България, София (2014), прев. Анелия Янева

- Night of Cake & Puppets (2013) – новела

### Серия „Мечтателя странник“ (Strange the Dreamer)
1. Strange the Dreamer (2017)
Мечтателя странник, изд.: Егмонт България, София (2017), прев. Кристина Георгиева
2. Muse of Nightmares (2018)
Музата на кошмарите, изд.: Егмонт България, София (2018), прев. Кристина Георгиева

### Графични романи
- The Drowned (2004) – с илюстрации от Джим Ди Бартолю

### Новели
- Goblin Fruit (2009)
- Hatchling (2009)
- Spicy Little Curses Such As These (2009)
- Gentlemen Send Phantoms (2012)

### Сборници
- Lips Touch: Three Times (2009)
- My True Love Gave to Me (2014) – със Стефани Пъркинс, Холи Блек, Али Картър, Мат де ла Пеня, Гейл Форман, Джени Хан, Дейвид Левитан, Кели Линк, Мира Макинтайър, Рейнбоу Роуъл и Кирстен Уайт
- Summer days & summer nights (2016) – с Вероника Рот, Касандра Клеър, Дженифър Е. Смит, Лий Бардуго, Лев Гросман, Стефани Пъркинс, Либа Брей, Франческа Лия Блок, Джон Сковрон, Нина Лакур и Тим Федерле
“Момичето, което събуди мечтателя“ в „Летни дни и летни нощи : 12 любовни истории“, изд.: „Сиела“, София (2016), прев. Деница Райкова